# Thanh Hải
Thanh Hải (tiếng Trung: 青海; bính âm: Qīnghǎi), là một tỉnh thuộc Tây Bắc Trung Quốc. Năm 2018, Thanh Hải là tỉnh đứng thứ ba mươi mốt về số dân, đứng thứ ba mươi về kinh tế Trung Quốc với 5,9 triệu dân, tương đương với Turkmenistan và GDP danh nghĩa đạt 188,5 tỉ NDT (29,9 tỉ USD) tương ứng với Estonia. Thanh Hải có chỉ số GDP đầu người đứng thứ hai mươi ba đạt 47.690 NDT (tương ứng 7,207 USD).
Thanh Hải là một trong các đơn vị hành chính cấp tỉnh có diện tích lớn nhất tại Trung Quốc, tỉnh xếp thứ 4 về diện tích song lại là đơn vị hành chính cấp tỉnh ít dân thứ ba. Thanh Hải nằm chủ yếu trên cao nguyên Thanh-Tạng và là nơi sinh sống của một lượng lớn người Tạng. Người Hán chiếm đa số và sinh sống chủ yếu tại khu vực thủ phủ Tây Ninh ở phía đông bắc của tỉnh. Thanh Hải giáp với Cam Túc ở phía đông bắc, giáp với Tân Cương ở phía tây bắc, giáp với Tứ Xuyên ở phía đông nam, và giáp với khu tự trị Tây Tạng ở phía tây nam. Thanh Hải gần tương ứng với Amdo, một trong ba phân vùng truyền thống của văn hóa Tây Tạng.

## Từ nguyên
Tên tiếng Hán của tỉnh, "Thanh Hải" được đặt theo hồ Thanh Hải, hồ lớn nhất tại Trung Quốc. Trong tiếng Anh, tỉnh Thanh Hải còn được gọi là Kokonur, bắt nguồn từ tên tiếng Oirat của hồ Thanh Hải. Tên tiếng Tạng của tỉnh Thanh Hải là "Tsongon".

## Lịch sử

### Sơ khởi
Các phát hiện trong di chỉ Tiểu Sài Đán (小柴旦遗址) cho thấy vào cuối thời kỳ đồ đá cũ, cách nay 30.000 năm, ở phía tây Thanh Hải đã có loài người lao động và sinh sống. Trong thời đại đồ đồng tại Trung Quốc, Thanh Hải là nơi sinh sống của tổ tiên những người Tạng Amdo, họ sinh sống nhờ vào nông nghiệp và săn bắn, hình thành nên văn hóa Ca Ước (卡约文化). Đến thời Thương và Chu tại Trung Nguyên, bộ lạc Khương đã hình thành trên địa bàn Thanh Hải, sử sách Trung Quốc gọi là Tây Khương (西羌). Căn cứ theo giáp cốt văn từ thời Thương, vua Vũ Đinh của Thương đã xuất binh chinh phạt Tây Khương, chiếm lĩnh nhiều khu vực rộng lớn ở đông bộ tỉnh Thanh Hải ngày nay, người Khương phải cứ sứ thần đến triều Thương để thương lượng. Thời Tây Chu, đã xuất hiện liên hệ về chính trị và kinh tế giữa khu vực tỉnh Thanh Hải ngày nay và Trung Nguyên, đến thời Tần thì quan hệ này trở nên mật thiết hơn.

### Từ thế kỷ thứ II TCN đến thế kỷ thứ III SCN
Đến thời Nhà Hán, khu vực phía đông của Thanh Hải nằm dưới quyền kiểm soát của triều đình Trung Hoa. Triều đình Nhà Hán đã từng thiết lập nên Tây Hải quận, Hà Nguyên quận, Hoàng Nguyên quận, Kim Thành quân, khống chế các khu vực như Quý Nam, Quý Đức, Tây Ninh, Hoàng Nguyên ngày nay, cũng thiết lập chức hộ Khương hiệu úy. Những năm 121 TCN-111 TCN thời Tây Hán, Nhà Hán đã thiết lập Tây Bình đình (西平亭) tại khu vực Tây Ninh ngày nay, mở đầu cho lịch sử phát triển của thành phố này. Thời Hán Bình Đế, Vương Mãng đã thiết lập Tây Hải quận ở địa phận Thanh Hải ngày nay. Đến năm Kiến An thứ 19 (214), triều đình Trung Hoa lại thiết lập Tây Hải quận trên địa bàn Thanh Hải. Đầu thời Hán, phía tây tỉnh Thanh Hải ngày nay tồn tại các bộ lạc như Tiên Linh Khương (先零羌), Thiêu Đang Khương (烧当羌), Phát Khương (发羌).
Sau khi nhà nước Tiên Ti tan rã, 1.700 hộ thuộc các nhóm du mục do Mộ Dung Thổ Dục Hồn lãnh đạo đã di cư từ khu vực Đông Bắc Trung Quốc ngày nay đến vùng đồng cỏ tươi tốt quanh hồ Thanh Hải vào khoảng giữa thế kỷ thứ III. Những người Tiên Ti này đã lập nên nước Thổ Dục Hồn vào năm 284 khi họ khuất phục các sắc dân bản địa, tức người Khương cổ, những người mà bao gồm trên 100 bộ lạc phối hợp lỏng lẻo và khác biệt, không quy phục lẫn nhau hay một thế lực nào. Ngoài Thanh Hải, nước Thổ Dục Hồn còn khống chế một phần tỉnh Cam Túc ngày nay.
Ở nam bộ Thanh Hải ngày nay, người Đinh Linh (丁零) đã thành lập ra Bạch Lan Quốc (白蘭國) từ thế kỷ thứ II, dân cư của nước này bao gồm người Đinh Linh và người Khương cổ, tồn tại cho đến đầu thế kỷ thứ IV, tức trong thời gian đầu của Thổ Dục Hồn.

### Thế kỷ thứ IV đến thế kỷ thứ VI
Trong thời Ngũ Hồ thập lục quốc, năm 395, Thốc Phát Ô Cô đã tấn công một số bộ lạc không chịu thần phục mình ở xung quanh, bao gồm Ất Phất (乙弗) và Chiết Quật (折掘), buộc họ phải khuất phục. Ông cho xây dựng Liêm Xuyên bảo (廉川堡, nay thuộc Hải Đông, Thanh Hải) để làm tổng hành dinh. Năm 397, Thốc Phát Ô Cô lập ra nước Nam Lương. Vào mùa xuân năm 399, Thốc Phát Ô Cô dời đô từ Liêm Xuyên đến Lạc Đô (樂都, cũng thuộc Hải Đông ngày nay). Vua cuối cùng của Nam Lương là Thốc Phát Nục Đàn đã buộc phải đầu hàng Tây Tần- cũng là một nước trong Ngũ Hồ thập lục quốc, vào năm 414, sau khi Tây Tần chiếm được kinh thành Lạc Đô.
Đến mùa đông năm 426, quân Hồ Hạ do Hô Lô Cổ (呼盧古) và Vi Phạt (韋伐) chỉ huy đã chiếm được thành Tây Bình (西平, nay thuộc Tây Ninh, Thanh Hải) của Tây Tần, sau đó quân Hạ rút lui. Dưới thời vua Khất Phục Mộ Mạt trị vì (428 – 431), quân Bắc Lương đã liên minh với vua Mộ Dung Mộ Lợi Diên (慕容慕利延) của Thổ Dục Hồn để tấn công Tây Tần. Năm 431, hoàng đế nước Hạ là Hách Liên Định đã bắt và giết chết vua Khất Phục Mộ Mạt của Tây Tần, Tây Tần bị tiêu diệt, còn lãnh thổ trước đây của Tây Tần hầu hết đều rơi vào tay Thổ Dục Hồn.
Thổ Dục Hồn là thế lực đầu tiên trong lịch sử đã thống nhất vùng Tây Bắc Trung Quốc, phát triển tuyến phía nam của Con đường tơ lụa, thúc đẩy trao đổi văn hóa giữa các lãnh thổ phía đông và phía tây. Thổ Dục Hồn thống trị khu vực tây bắc trong hơn ba thế kỷ rưỡi cho đến khi bị Thổ Phồn tiêu diệt. Thổ Dục Hồn tồn tại như một nước độc lập bên ngoài Trung Hoa và không được coi là một phần của sử học sử Trung Quốc, không được tính là một trong Thập lục quốc.
Thời Nam-Bắc triều, một số bộ phận ở phía đông của Thanh Hải chịu sự kiểm soát của các Bắc triều, lần lượt là Bắc Ngụy, Đông Ngụy rồi đến Bắc Chu. Năm 445, Bắc Ngụy đã đổi Tây Bình quận thành Thiện Thiện trấn, đến năm 526, Bắc Ngụy lại đổi Thiện Thiện trấn thành Thiện châu, quản lý khu vực Tây Bình (Tây Ninh ngày nay).

### Từ thế kỷ VII đến thế kỷ thứ X
Đến thời nhà Tùy, vào năm Đại Nghiệp thứ 3 (607) thời Tùy Dạng Đế, triều đình đã đổi Thiện châu thành Tây Bình quận, quản lý hai huyện Hoàng Thủy và Hóa Long, khu vực Tây Ninh ngày nay thuộc Hoàng Thủy huyện của Tây Bình quận. Năm Đại Nghiệp thứ 5 (609), Tùy Dạng Đế tây chinh đánh Thổ Dục Hồn, đánh bại Thổ Dục Hồn, quân chủ của Thổ Dục Hồn bị bắt sống. Thổ Dục Hồn do đó phải di cư về phía nam, chịu mất một lãnh thổ rộng lớn cho Tùy. Trên đất cũ của Thổ Dục Hồn, nhà Tùy thiết lập bốn quận là Thiện Thiện, Tây Hải, Thả Mạt, Hà Nguyên. Đến năm 618 TCN, Nhà Đường sau khi thành lập, đã thiết lập hai châu Thiện và Khuếch ở phía đông Thanh Hải, quản lý khu vực bao gồm Tây Ninh ngày nay.
Những năm đầu thế kỷ thứ VII, Thổ Phồn lớn mạnh, khuếch trương thế lực đến khu vực Thanh Hải ngày nay, đe dọa trực tiếp đến Thổ Dục Hồn. Còn trong thời gian đầu của Nhà Đường, Thổ Dục Hồn suy yếu dần và ngày càng vướng vào xung đột giữa Đường và Thổ Phồn. Trong những năm 662-663, quân Thổ Phồn đã thôn tính Thổ Dục Hồn, quân chủ Thổ Dục Hồn là Mộ Dung Nặc Hạt Bát đưa tàn dư của đất nước đến đầu hàng Đường ở Lương Châu thuộc Cam Túc ngày nay. Bên cạnh đó, một bộ phận người Thổ Dục Hồn vẫn ở lại đất cũ và trở thành thuộc quốc của Thổ Phồn. Năm 670, trong trận Đại Phi Xuyên (大非川之戰) tại nơi mà nay thuộc huyện Cộng Hòa của Thanh Hải, quân Đường đã thất bại trước 20 vạn quân Thổ Phồn, đây là thất bại lớn nhất trong lịch sử của Đường và chính thức đưa Thổ Dục Hồn đến hồi kết. Có học giả nhận định rằng người Thổ ở Thanh Hải và Cam Túc hiện nay là hậu duệ của Thổ Dục Hồn.
Sau loạn An Sử, Nhà Đường suy yếu, Thổ Phồn nhân cơ hội này đã đoạt lấy Tây Ninh vào năm 763. Trong thời gian nằm dưới quyền cai quản của Thổ Phồn, Tây Ninh được gọi trong tiếng Hán là "Thanh Đường thành". Khu vực Thanh Hải cũng như đa phần phía tây Trung Quốc từ đó nằm trong phạm vi thế lực của Thổ Phồn. Các bộ lạc Thổ Phồn tại khu vực Thanh Hải không phụ thuộc lẫn nhau, cuối cùng xảy ra nội chiến.

### Giác Tư La Quốc
Đến đầu thế kỷ thứ XI, Thổ Phồn phân liệt thành một vài tập đoàn bộ lạc lớn. Lý Lập Tuân (李立遵) là thủ lĩnh của một trong số các tập đoàn bộ lạc đó, ông ta đưa một hậu duệ của tán phổ Thổ Phồn là Giác Tư La (唃廝囉, dịch âm từ tiếng Tạng, ý chỉ Phật tử) đến khu vực nay là huyện Bình An của Thanh Hải, tôn làm tán phổ, Lý Lập Tuân tự lập làm luân bô (论逋, tức tể tướng). Quyền lực đều nằm trong tay của Lý Lập Tuân song người này lại xa hoa trác táng. Sau khi Giác Tư La trở thành tán phổ, cá bộ lạc Thổ Phồn ở khu vực Hà Hoàng dần quy phục. Đến khi Lý Lập Tuân thất bại trong trận Tam Đô Cốc (三都谷之战) trước danh tướng Tào Vĩ của Bắc Tống, Giác Tư La thừa cơ ly khai khỏi Lý Lập Tuân. Năm 1034, Giác Tư La định đô tại Thanh Đường thành, hiệu là Tông Khách Vương, lập ra Giác Tư La Quốc (唃厮啰国), sử Trung Quốc còn gọi là vương quốc Thanh Đường. Thời hưng thịnh, cương vực Giác Tư La Quốc trải rộng đến Tam Đô Cốc (nay thuộc huyện Cam Cốc của tỉnh Cam Túc, bắc giáp Kỳ Liên Sơn, nam đến châu Quả Lặc của Thanh Hải ngày nay, tây đến hồ Thanh Hải, rộng trên 3000 lý, nhân khẩu gần một triệu người.
Nhiều thương nhân thay vì đi qua hành lang Hà Tây do Tây Hạ kiểm soát đã lựa chọn chuyển sang tuyến đường Thanh Hải, giúp Giác Tư La Quốc phát triển mạnh về mậu dịch. Khi đó Thanh Dường thành là một đô thị thương nghiệp phồn vinh. Giác Tư La có quan hệ với cả Tống, Liêu, Tây Hạ, Hồi Cốt và Tây Vực, bảo vệ tính độc lập của mình.

### Thuộc Tống, Kim, Hạ
Năm 1099, quân Tống tiến chiếm lưu vực Hoàng Thủy, thiết lập Bộ châu tại Thanh Đường và thiết lập Hoàng châu tại Mạc Xuyên. Tuy nhiên, trước sự phán kháng của người Thổ Phồn, quân Tống đã rút khỏi lưu vực Hoàng Thủy vào năm sau. Đến năm 1103, quân Tống do Vương Hậu (王厚) thống lĩnh lại công chiếm Hoàng châu. Đến năm sau, quân Tống lại chiếm được Thiện châu, Khuếch châu, đổi Thiện châu thành Tây Ninh châu, chính quyền Giác Tư La Quốc tuyên cáo giải thể. Đến năm 1127, Bắc Tống sụp đổ, quân Tống rút khỏi đông bộ Thanh Hải vào năm sau, giao lại vùng đất này cho hậu duệ của Giác Tư La quản lý. Năm 1131, quân Kim công chiếm khu vực Hà Hoàng. Năm 1136, Tây Hạ đánh chiếm Lạc châu và Tây Ninh châu của Kim. Sau đó, Tây Hạ sai sứ thần sang thỉnh cầu Kim cấp khu vực đông bộ Thanh Hải cho mình, Kim đồng ý cấp ba châu Lạc, Khuếch và Tích Thạch cho Tây Hạ. Sau đó Hạ đổi tên Tích Thạch châu thành An Thành. Về sau, Kim tách phía tây Hà châu để lập nên Tích Thạch quân, đến năm 1182 thì Kim thăng Tích Thạch quân thành châu. Biên giới giữa Kim và Hạ ở khoảng Long Vụ Hà (隆务河), phía nam của Hoàng Hà.

### Thời Nguyên
Năm 1227, sau khi quân Mông Cổ do Thành Cát Tư Hãn suất lĩnh ngược dòng Hoàng Hà công chiếm Tích Thạch châu của Kim, lại phân binh công chiếm Tây Ninh và các châu khác của Tây Hạ. Năm 1261, tức năm Trung Thống thứ hai thời Nguyên Thế Tổ, Nhà Nguyên đã thiết lập Tây Hạ Trung hưng hành trung thư tỉnh (sau đổi tên thành Cam Túc đẳng xứ hành trung thư tỉnh), khu vực trung hạ du Hoàng Thủy của Thanh Hải thuộc Tây Ninh châu của Cam Túc hành tỉnh.
Đầu những năm Chí Nguyên (1264-1294) (có thuyết nói là vào năm 1253), Nhà Nguyên đã thiết lập Thổ Phồn đẳng xứ tuyên ủy sứ ty nguyên soái phủ (吐蕃等處宣慰司都元帥府), lãnh thổ bao gồm khu vực Thanh Hải (trừ trung hạ du Hoàng Thủy), tây nam Cam Túc và một bộ phận phía bắc Tứ Xuyên ngày nay. Thời Nguyên, Lạc châu và Khuếch châu đời Tống và Tây Hạ được nhập vào Tây Ninh châu. Bồn địa Sài Đạt Mộc ở tây bắc Thanh Hải quy thuộc Cam Túc hành tỉnh. Thời Nguyên, triều đình thực hiện chính sách phái tông vương đến trấn thủ địa phương. Vào đầu thời Nguyên, Hốt Tất Liệt đã phong cho con trai thứ bảy của mình là Áo Lỗ Xích (奧魯赤) làm Tây Bình vương, trấn thủ khu vực Xuyên-Tạng-Cam-Thanh.
Thời Nguyên, dân tộc chủ thể của Thanh Hải là người Tạng, bên cạnh đó là người Hán, người Mông Cổ và người Hồi Hột. Cũng trong thời gian đó, bộ tộc Tát Lỗ Nhĩ thuộc bộ lạc Ô Cổ Tư của người Đột Quyết đã từ Trung Á di cư đến Thanh Hải, định cư tại huyện tự trị dân tộc Tát Lạp Tuần Hóa ngày nay. Tổ tiên người Hồi từ Trung Á nhập cư đến Thanh Hải với số lượng lớn, họ đa phần là "Tây Vực thân quân" và thợ thủ công đi theo trong quân đội Mông Cổ, thương nhân và gia thuộc, sau này hình thành cộng đồng người Hồi ở khu vực Cam-Thanh. Triều đình Nhà Nguyên thúc đẩy và lợi dụng Phật giáo Tạng truyền để phục vụ cho việc thống trị của họ tại Thanh Hải, thi thành chế độ chính giáo hợp nhất trên toàn bộ các khu vực dân tộc tại Thanh Hải.

### Thời Minh
Những năm đầu Hồng Vũ triều Minh, quân Minh dưới quyền phó tướng Đặng Dũ (鄧愈) đã tiến vào khu vực Hà Hoàng, Tây Ninh, các thế lực triều Nguyên cũ dần dần hàng Minh. Vào năm Hồng Vũ thứ 6 (1373) thời Minh Thái Tổ Chu Nguyên Chương, triều Minh đã đổi Tây Ninh châu của Nhà Nguyên thành Tây Ninh vệ, vệ được chia tiếp thành năm thiên hộ sở Trung, Tả, Hữu, Tiền, Hậu. Triều Minh cũng tiến hành gia tăng mức độ khống chế đối với khu vực Thanh Hải, thi hành chính sách "Thổ Hán tham trị" tại khu vực Hà Hoàng, và đây cũng là đặc điểm chính trong nền chính trị Thanh Hải vào thời Minh. Ngoài ra, đối với người Tát Lý Uý Ngột Nhi ở bồn địa Sài Đạt Mộc, triều Minh thiết lập bốn vệ: An Định, A Đoan, Khúc Tiên, Hãn Đông, do Tây Ninh vệ kiểm soát, sử gọi là "Tây Ninh Tái Ngoại tứ vệ". Năm Tuyên Đức thứ 9 (1434) thời Minh Tuyên Tông, triều đình đã thiết lập Tất Lý Truật Giang vệ tại lưu vực Thông Thiên Hà thuộc địa phận châu Ngọc Thụ ngày nay. Vệ sở quân của các thể chế theo chế độ ki mi này do thủ lĩnh bộ lạc đảm nhiệm, tiến hành quản lý nội bộ bộ lạc.
Về mặt quân sự, vào hậu kỳ Nhà Minh, song song tồn tại với hệ thống vệ sở còn có hệ thống quan chức trấn thủ, trong đó có tổng binh, phó tổng binh, tham tướng, du kích, thủ bị, bả tổng và các chức vụ khác. Nói chung, vào thời Minh, khu vực nông nghiệp ở phía đông của Thanh Hải, chủ yếu là đồn điền quốc hữu cùng thổ địa thuộc sở hữu của lãnh chúa (hoặc địa chủ), còn lại là thổ địa tự canh tác của nông dân. Ở phía tây và phía nam Thanh Hải là khu vực mục nghiệp, theo chế độ lãnh chúa bộ lạc chiếm hữu. Đồn điền ở khu vực Hà Hoàng vào thời Minh chủ yếu là quân đồn, với mục đích để nuôi quân, đảm bảo ổn định biên cương tây bắc Đại Minh.
Từ thời Tống đến thời Nguyên, đã có nhiều người Mông Cổ nhập cư đến Thanh Hải. Đến thời Minh, lại có những người Mông Cổ thuộc nhánh Hòa Thạc Đặc (和硕特, Khoshuud) di cư đến, họ chăn nuôi ven hồ Thanh Hải, bồn địa Sài Đạt Mộc và khu vực quanh đoạn uống khúc của Hoàng Hà, thủ lĩnh của họ là Cố Thủy Hãn (固始汗). Tông-khách-ba, một nhà cải cách tôn giáo xuất thân từ khu vực Tây Tạng, đã sáng lập ra Cách-lỗ phái, một trong những giáo pháp quan trọng nhất của Phật giáo Tây Tạng. Cách-lỗ-phái được truyền bá rộng rãi trong khu vực của người Tạng, cũng có ảnh hưởng sâu rộng đến chính trị và kinh tế của Thanh Hải.
Vào những năm cuối thời Minh, một bộ phận quân khởi nghĩa của Lý Tự Thành do Hạ Cẩm (賀錦) đã tây tiến, khống chế khu vực Tây Ninh trong một năm, thế lực vươn tới khu vực hồ Thanh Hải. Hạ Cẩm bị thế lực địa phương tại Tây Ninh giết chết.

### Thời Thanh

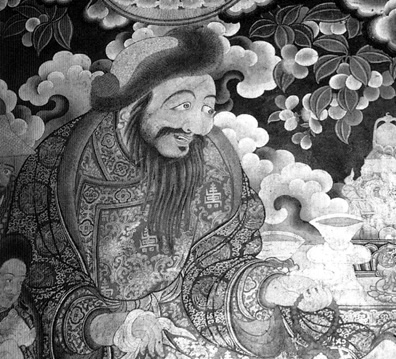
Cố Thủy Hãn, người thống trị Thanh Hải và Tây Tạng vào những năm cuối thời Minh, đầu thời Thanh

Vào đầu thời Thanh, chế độ thống trị tại Thanh Hải về cơ bản vẫn giống như dưới thời Nhà Minh. Triều đình Nhà Thanh bổ nhiệm các quan sĩ đã đầu hàng mình làm các thổ ti thế tập, trở thành một lực lượng quan trọng trong việc duy trì nền thống trị phong kiến. Năm Thuận Trị thứ 15 (1658), triều đình Nhà Thanh đã đổi Tây Ninh phó tướng thành Tây Ninh trấn tổng binh, gia tăng đồn trú quân sự đối với khu vực phía đông của Thanh Hải.. Thời Khang Hy Đế và Ung Chính Đế, triều Thanh cũng phái quân đến bồn địa Sài Đạt Mộc của Thanh Hải để đối phó với Chuẩn Cát Nhĩ.
Từ cuối thời Minh có đến đầu thời Thanh, một phần lớn địa bàn Thanh Hải ngày nay nằm dưới quyền kiểm soát của người Mông Cổ Hòa Thạc Đặc. Năm 1653, Nhà Thanh đã sách phong cho Cố Thủy Hãn là Tuân Hành Văn Nghĩa Mẫn Tuệ Cố Thủy Hãn, hợp pháp hóa địa vị thống trị của Cố Thủy Hãn tại Thanh-Tạng. Sau khi Cát Nhĩ Đan bị quân Thanh đánh bại, các thai cát Mông Cổ ở Thanh Hải đã quy thuận triều Thanh. Năm 1697, Nhà Thanh đã phong cho thủ lĩnh Mông Cổ tại Thanh Hải làm Hòa Thạc Thân vương. Năm 1717, Hòa Thạc Đặc hãn quốc diệt vong, cháu Cố Thủy Hãn là La Bốc Tạng Đan Tân (羅卜藏丹津, Lobsang Tendzin) đã liên lạc với triều đình Thanh để phản công chiếm lĩnh Tây Tạng từ quân Chuẩn Cát Nhĩ. Năm 1720, Khang Hy Đế phái hoàng thập tứ tử Dận Trinh làm đại tướng quân vương, nhập Tạng đánh đuổi danh tướng Đại Sách Lăng Đôn Đa Bố (大策凌敦多布) của Chuẩn Cát Nhĩ. Sau đó, triều đình Thanh thực thi chính sách hạn chế và đề phòng La Bốc Tạng Đan Tân khiến người này bất mãn. Đến năm 1723, La Bốc Tạng Đan Tân liên hiệp các bộ tộc Mông Cổ ở phía đông Amdo (tức phía đông Thanh Hải ngày nay) phản lại triều đình Thanh, liên lạc với đại hãn Sách Vọng A Lạp Bố Thản (策妄阿拉布坦, Tsewang Arabtan) của Chuẩn Cát Nhĩ. Ung Chính Đế đã phái Phủ Viễn đại tướng quân Niên Canh Nghiêu và Tứ Xuyên đề đốc Nhạc Chung Kỳ suất quân tây chinh, đến năm 1724 thì đánh bại La Bốc Tạng Đan Tân, ông ta buộc phải chạy đến Chuẩn Cát Nhĩ.
Sau đó, theo tấu chương của Niên Canh Nghiêu, triều đình Nhà Thanh đã có sự điều chỉnh lớn đối với việc quản lý Thanh Hải, tăng cường trung ương tập quyền: đầu thời Ung Chính, triều đình Thanh đã thiết lập chức Thanh Hải biện sự đại thần (青海辦事大臣), trực thuộc Lý Phiên viện (理藩院) của triều đình trung ương Thanh, quản lý các khu vực dân tộc thiểu số tại Thanh Hải và sự vụ hai tộc Mông-Tạng; chia khu vực của người Mông Cổ ở Thanh Hải thành 29 kỳ, các kỳ do trát tát khắc (札薩克, jasagh) quản lý, hoạch định địa giới du mục của các kỳ; các bộ lạc Tạng vốn lệ thuộc vào các bộ lạc Mông Cổ thì nay chuyển sang chịu sự quản lý của quan phủ địa phương lân cận. Triều Thanh đã đổi Tây Ninh vệ thành phủ, thiết lập Tây Ninh huyện, Niễn Bá huyện và Đại Thông vệ, do đại thần trú tại Tây Ninh trực tiếp quản lý. Năm 1829 thời Đạo Quang Đế, khu vực phía đông Hà Hoàng về mặt hành chính được tổ chức thành 1 phủ 3 huyện (Tây Ninh, Niễn Bá, Đại Thông), 4 thính (Ba Yên Nhung Cách, Đan Cát Nhĩ, Tuần Hóa, Quý Đức). Triều đình Nhà Thanh cũng tiến hành chỉnh đốn tại các tu viện Cách-lỗ-phái trên địa bàn Thanh Hải.
Thời Ung Chính, Nhà Thanh quy định đất chăn nuôi của người Mông Cổ và của người Tạng tại Thanh Hải lấy Hoàng Hà làm ranh giới, cấm chỉ qua lại. Tuy nhiên, do thảo nguyên Hà Nam nhỏ hẹp, không đủ để chăn thả gia súc, người Tạng Hà Nam (tức phía nam Hoàng Hà) nhớ đến vùng mục địa ở phía bắc nên đã nhiều lần tiến sang bờ bắc Hoàng Hà, phát sinh xung đột vũ trang với quân Thanh tuần phòng, một bộ phận còn cướp bóc của cải của các bộ lạc Mông Cổ. Triều đình Nhà Thanh nhiều lần phái binh trấn áp hoạt động trở lại phía bắc của người Tạng, buộc họ phải quay trở về Hà Nam. Tuy nhiên, người Tạng vẫn di cư về phía bắc với số lượng lớn, đấu tranh để lại được chăn nuôi ở Hà Bắc. Sau khi bùng phát khởi nghĩa Thái Bình Thiên Quốc, triều đình Thanh mới đồng ý để các bộ lạc Tạng đến chăn nuôi ở khu vực phía bắc Hoàng Hà và quanh hồ Thanh Hải. Những năm Càn Long, Đồng Trị, Quang Tự, ở Thanh Hải đã xảy ra nhiều cuộc nổi dậy chống triều đình Nhà Thanh như của người Tát Lạp, người Hồi, song đều bị triều đình trấn áp.
Thời Thanh, Tây Ninh và các thành thị khác là những trung tâm mậu dịch, thời Càn Long đã xuất hiện các thương hiệu, hội quán của thương nhân Sơn Tây, Thiểm Tây và các địa phương khác. Sau thời Quang Tự, sản phẩm chăn nuôi của Thanh Hải bắt đầu đến tay thương nhân nước ngoài, "lông thú Tây Ninh" có được danh tiếng trên thị trường quốc tế.

### Thời Dân Quốc

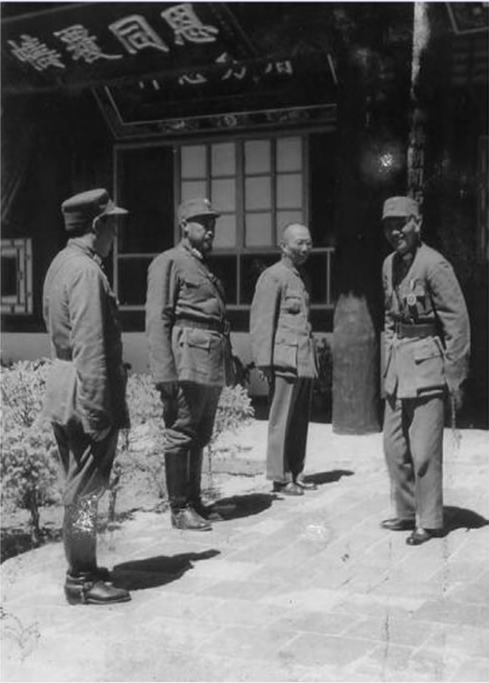
Tưởng Giới Thạch (phải) gặp hai anh em Mã Bộ Phương và Mã Bộ Thanh (thứ hai và thứ nhất từ trái sang), mùa thu năm 1942

Sau Cách mạng Tân Hợi, quan địa phương của triều Thanh tại Thanh Hải tự động từ chức. Chính phủ Bắc Dương bãi bỏ thể chế Thanh Hải biện sự đại thần, thiết lập chức Thanh Hải biện sự trưởng quan. Tháng 9 năm 1912, Viên Thế Khải bổ nhiệm tri phủ trước đây của Tây Ninh phủ, Liêm Hưng (廉興), làm Thanh Hải biện sự trưởng cung, bổ nhiệm Mã Kỳ (馬麒) làm Tây Ninh trấn tổng binh. Năm sau, Liêm Hưng và Mã Kỳ cùng chủ trì hội minh Tế Hải, tuyên bố hoàng đế Nhà Thanh thoái vị, tin tức về việc thành lập Trung Hoa Dân Quốc, khuyên những người đứng đầu cộng đồng Mông Cổ và Tạng liên danh ký tên biểu thị ủng hộ nền cộng hòa để gửi đến chính phủ Bắc Dương. Từ đó, toàn bộ địa bàn Thanh Hải chính thức nằm trong phạm vi của Trung Hoa Dân Quốc.
Sau khi nhậm chức, Mã Kỳ tích cực mở rộng quân sự, lập ra Ninh Hải quân. Đến năm 1915, Liêm Hưng bị chính phủ Bắc Dương bãi chức, Mã Kỳ nhậm chức Cam Biên Ninh Hải trấn thủ sứ kiêm Mông Phồn tuyên ủy sứ, có được sức mạnh cả về quân sự và chính trị tại Thanh Hải. Từ đó, khu vực Thanh Hải kết thúc cục diện quyền lực phân tán cả trăm năm dưới thời Thanh, gia tộc họ Mã thiết lập cơ sở thống trị vững chắc tại Thanh Hải. Đến năm 1925, quân Quốc Dân tiến vào Cam Túc. Năm sau, Phùng Ngọc Tường bổ nhiệm Mã Kỳ làm Thanh Hải hộ quân sứ, quân đội địa phương của Mã Kỳ tiếp nhận quân Quốc Dân cải biên. Ngày 17 tháng 10 năm 1928, Hội nghị chính trị Trung ương Quốc Dân Đảng quyết định lấy 7 huyện của đạo Tây Ninh thuộc tỉnh Cam Túc và vùng thuộc quyền quản lý của Thanh Hải biện sự trưởng quan để thành lập tỉnh Thanh Hải, lấy Tây Ninh làm tỉnh lị, bổ nhiệm Tôn Liên Trọng làm chủ tịch tỉnh Thanh Hải nhiệm kỳ đầu tiên.
Nhiệm kỳ của Tôn Liên Trọng kéo dài không được một năm, sau đó Mã Kỳ, Mã Lân (馬麟), Mã Bộ Phương (馬步芳) kế tiếp nhau làm chủ tịch tỉnh hoặc đại chủ tịch tỉnh Thanh Hải. Sau khi Mã Bộ Phương nắm được chính quyền và quân đội tại Thanh Hải, Thanh Hải về bề ngoài thì phục tùng chính phủ Quốc Dân, quân đội Thanh Hải cũng được xếp vào quân chính phủ Quốc Dân, song quân phiệt họ Mã vẫn hưởng quyền tự chủ tương đối lớn, Thanh Hải độc lập trên hầu hết phương diện, có thể nói là ở trạng thái nửa cát cứ.
Ban đầu, khi mới thành lập, quân đội của quân phiệt họ Mã chỉ có hơn 1.300 người song đến thời Nội chiến Trung Quốc đã tăng lên đến 150.000 quân. Trong chiến tranh Trung-Tạng, quân Tây Tạng đã quyết định mở rộng cuộc chiến đến Thanh Hải để chống lại Mã Bộ Phương vào năm 1932, song đã bị đánh bại. Mã Bộ Phương được nhà báo Mỹ John Roderick đánh giá là một người theo chủ nghĩa xã hội và thân thiện so với các quân phiệt họ Mã khác. Mã Bộ Phương được ghi nhận là người vui vẻ nếu so sánh với sự cai trị thô bạo của Mã Hồng Quỳ (馬鴻逵; một quân phiệt tại Ninh Hạ bấy giờ). Trong thời gian diễn ra chiến tranh Trung-Nhật và Nội chiến Trung Quốc, khác với các tỉnh ở phía đông, Thanh Hải hầu như không bị tác động. Quân của họ Mã đã thất bại trong chiến dịch Lan Châu trước Quân Giải phóng Nhân dân Trung Quốc.
Lúc mới thành lập tỉnh, toàn tỉnh Thanh Hải có 930.000 người. Dưới thời Dân Quốc, hành chính của Thanh Hải có nhiều thay đổi, đến năm 1943 thì toàn tỉnh có 19 huyện. 6 thiết trị cục, đến năm 1947 thì toàn tỉnh của 1 thị là Tây Ninh, 1 địa là đốc sát khu hành chính Ngọc Thụ, 19 huyện, cùng với Kì Liên thiết trị cục và Tinh Xuyên thiết trị cục.

### Từ 1949 đến nay
Ngày 5 tháng 9 năm 1949, Quân Giải phóng Nhân dân Trung Quốc tiến vào Tây Ninh. Ngày 26 tháng 9 cùng năm, Uỷ ban quân chính Nhân dân tỉnh Thanh Hải tuyên cáo thành lập. Ngày 1 tháng 1 năm 1950, chính quyền tỉnh Thanh Hải chính thức được thành lập, lấy Tây Ninh làm thủ phủ. Chính phủ Cộng hòa Nhân dân Trung Hoa vẫn duy trì ranh giới từ trước đó của Thanh Hải.

## Địa lý

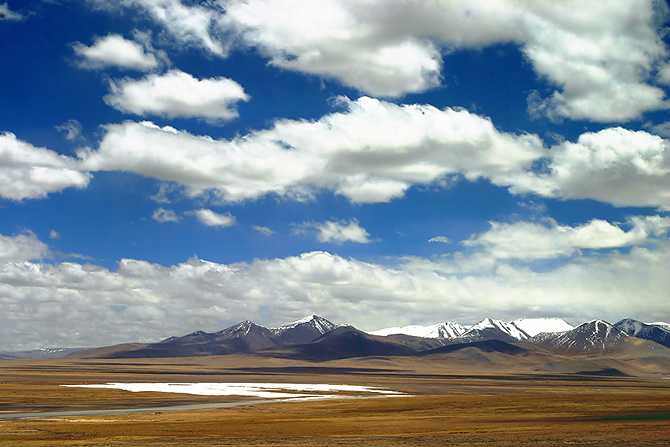
Côn Lôn Sơn tại Thanh Hải

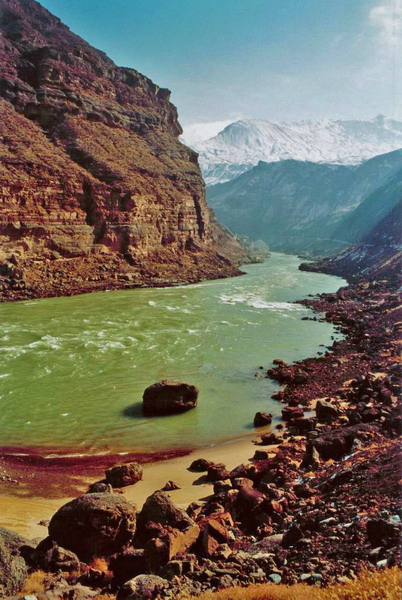
Đoạn Hoàng Hà chảy qua Tuần Hóa

Thanh Hải nằm ở phía tây Trung Quốc, phía đông bắc của cao nguyên Thanh-Tạng-nóc nhà thế giới. Về mặt tọa độ, tỉnh Thanh Hải giới hạn từ 89°36'-103°04' kinh Đông, 31°9'-39°19' vĩ Bắc. Tỉnh Thanh Hải có diện tích 722.300 km², chiếm 13% tổng diện tích của Trung Quốc, chỉ xếp sau Tân Cương, Tây Tạng và Nội Mông. Tỉnh Thanh Hải có chiều dài đông-tây là hơn 1.200 km, chiều dài bắc-nam là trên 800 km. Thanh Hải tiếp giáp với tỉnh Cam Túc ở phía đông, giáp khu tự trị Duy Ngô Nhĩ Tân Cương ở phía tây bắc, giáp với khu tự trị Tây Tạng ở phía nam và tây nam, giáp với tỉnh Tứ Xuyên ở đông nam.

### Địa hình
Toàn bộ tỉnh Thanh Hải nằm trong phạm vi của cao nguyên Thanh-Tạng, khu vực phía đông của tỉnh nằm trong phần quá độ từ cao nguyên Thanh Tạng đến cao nguyên Hoàng Thổ. Địa hình Thanh Hải phức tạp, địa mạo đa dạng. Phía tây Thanh Hải cao và dốc, nghiêng xuống phía đông, tạo thành các bậc thang. Độ cao trung bình của tỉnh Thanh Hải là trên 3000 mét, đỉnh cao nhất là đỉnh Bukadaban (布喀达板) thuộc Côn Lôn Sơn với cao độ đạt 6.860 mét. Điểm thấp nhất của tỉnh Thanh Hải là tại thôn Hạ Xuyên Khẩu của huyện Dân Hòa. Vùng cao nguyên ở phía nam Thanh Hải có độ cao trung bình vượt quá 4.000 mét so với mực nước biển. Vùng thung lũng Hà Hoàng có độ cao thấp hơn, đa phần là trên dưới 2000 mét. Ở phía đông bắc và phía đông của Thanh Hải là khu vực quá độ với cao nguyên Hoàng Thổ và vùng sơn địa Tần Lĩnh, phía bắc của Thanh Hải nhìn xuống hành lang Hà Tây của Cam Túc, tây bắc Thanh Hải tách biệt với dãy Altyn-Tagh và bồn địa Tarim của Tân Cương, phía nam liên tiếp với vùng cao nguyên phía bắc Tây Tạng, đông nam Thanh Hải kết nối với bồn địa Tứ Xuyên thông qua các vùng sơn địa và bồn địa cao nguyên. Về con số cụ thể, 30,1% diện tích Thanh Hải là vùng đất bằng phẳng, 18,7% là vùng gò đồi và 51,2% là vùng núi non. Diện tích cao dưới 3.000 mét chiếm 26,3% diện tích, còn diện tích cao trên 5.000 mét chiếm 5% diện tích, diện tích mặt nước chiếm 1,7% tổng diện tích toàn tỉnh. Bồn địa Qaidam (Sài Đạt Mộc) nằm ở nằm ở tây bắc tỉnh Thanh Hải, bồn địa có diện tích xấp xỉ 120.000 km², trong đó một phần tư được bao phủ bằng các hồ nước mặn và hồ khô cạn.

### Khí hậu
Thanh Hải nằm sâu trong vùng cao nguyên nội địa, địa thế cao, khí hậu Thanh Hải vì thế thuộc đới khí hậu cao nguyên lục địa với đặc điểm là khô, ít mưa, nhiều gió, lạnh lẽo, thiếu dưỡng khí, nhiệt độ trong ngày biến đổi lớn, đông dài hạ ngắn. Thanh Hải không có bốn mùa rõ rệt, có sự khác biệt giữa các khu vực trong địa bàn tỉnh. Nhiệt độ bình quân của tỉnh Thanh Hải là từ 0,4 °C-7,4 °C, nhiệt độ bình quân thấp nhất vào tháng 1 là từ -10,3 °C đến -5,0 °C, nhiệt độ bình quân cao nhất vào tháng 7 là từ 10,8 °C đến 19,0 °C. Ở khu vực thung lũng Hoàng Hà và Hoàng Thủy, có từ 3-5 tháng là không có sương giá, các khu vực khác thì chỉ có một tháng, có những địa phương gần như luôn luôn có sương giá.
Do thực hiện việc xây dựng hệ sinh thái, trả đất trồng trọt và chăn nuôi về cho đồng cỏ và rừng, tình hình khí hậu của khu vực Thanh Hải trên phạm vi cục bộ đã được cải thiện, lượng mưa tăng lên qua các năm. Trong số 8 địa cấp thị, địa khu và châu của Thanh Hải, có 3 khu vực có lượng giáng thủy hàng năm trên 500 mét, thuộc khí hậu khô hạn hoặc bán khô hạn. Bình quân mỗi năm, tổng lương bức xạ mặt trời của Thanh Hải đạt 140-177 kcal/cm, số giờ nắng mỗi năm đạt từ 2.350-2.900 giờ.

### Sông hồ
Diện tích mặt nước của tỉnh Thanh Hải là hơn 10.000 km². Thanh Hải là nơi bắt nguồn của ba trong số những con sông dài nhất thế giới: Hoàng Hà, Trường Giang và Mê Kông, vì thế còn được gọi là "tháp nước Trung Hoa" (中华水塔). Hồ Thanh Hải là hồ có diện tích bề mặt lớn nhất Trung Quốc với 4.489 km² vào năm 2007. Thanh Hải cũng có nhiều hồ muối, tập trung tại bồn địa Qaidam.

### Sinh vật
Theo số liệu năm 2012, toàn tỉnh Thanh Hải có hơn 270 loài động vật có xương sống trên cạn. Một số loài động vật quý hiếm tại Thanh Hải gồm: gấu nâu, báo tuyết, bò Tây Tạng, lạc đà hai bướu, lừa rừng Trung Á, linh dương Tây Tạng, sếu cổ đen, hươu môi trắng (Cervus albirostris), thiên nga, gà tuyết, cừu hoang Himalaya và các loại khác. Các loài thú quý có lông ở Thanh Hải gồm rái cá, macmột thảo nguyên, cáo đỏ, linh miêu, chồn đá, mèo manul, chồn núi Altai (Mustela altaica). Thanh Hải có khoảng hơn 2000 loài thực vật hoang dã, trong đó có hơn 1.000 loài có giá trị về kinh tế, hơn 680 loài có thể sử dụng trong ngành dược phẩm. Các loài thực vật dùng làm thuốc chủ yếu tại Thanh Hải gồm: tuyết liên (Saussurea involucrata), đông trùng hạ thảo, cam thảo, tần giao (Gentiana macrophylla), đại hoàng (Rheum rhabarbarum), bối mẫu (Fritillaria), đương quy (Angelica sinensis), ma hoàng (Ephedra). Các loài thực vật hoang dã có thể dùng làm thực phẩm có: nấm lớn, ráng cánh to (Pteridium aquilinum), phát thái (Nostoc flagelliforme), địa y, củ khởi.

## Dân cư
Tôn giáo tại Thanh Hải (2000s)

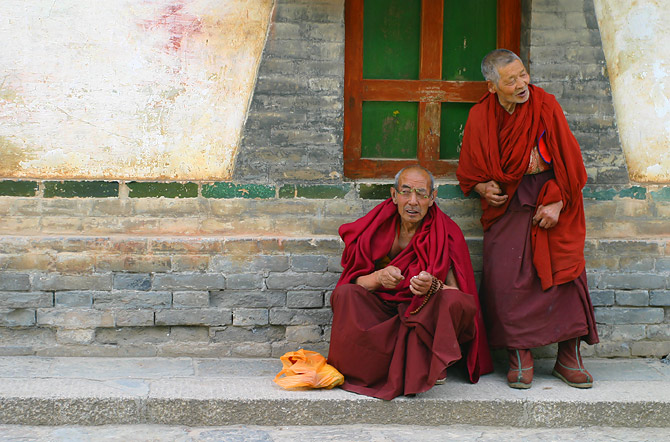
Các nhà sư người Tạng tại tu viện Kumbum, hay chùa Tháp Nhĩ (塔尔寺) tại huyện Hoàng Trung của Tây Ninh

Tính đến cuối năm 2011, tỉnh Thanh Hải có 5.681.700 nhân khẩu thường trú, trong đó có 2.626.200 người (46,2%) sinh sống tại các đô thị và 3.055.500 người (53,8%) sinh sống tại các khu vực nông thôn. Cũng theo đó, Thanh Hải có 2.669.300 người dân tộc thiểu số, chiếm 47% số nhân khẩu thường trú. Tỷ xuất sinh trong năm 2011 của Thanh Hải là 14,43‰, còn tỷ suất tử vong trong năm này là 6,12‰.
Thanh Hải là tỉnh có nhiều dân tộc, bên cạnh người Hán ra, tỉnh còn có 36 dân tộc thiểu số khác, trong đó chủ yếu là người Tạng, người Hồi, người Thổ, người Tát Lạp và người Mông Cổ. Theo số liệu thống kê nhân khẩu hộ tịch thì vào cuối năm 2009, người Hán có 2.991.600 người và chiếm 53,68% tổng nhân khẩu toàn tỉnh, các dân tộc thiểu số có 2.581.400 người và chiếm 46,32%. Tỷ trọng dân tộc thiểu số của Thanh Hải xếp thứ ba tại Trung Quốc sau Tây Tạng và Tân Cương, còn cao hơn ba khu tự trị Nội Mông, Ninh Hạ và Quảng Tây. Trong đó, người Tạng có 1.223.800 người và chiếm 21,96%, người Hồi có 886.700 người và chiếm 15,91%, người Thổ có 230.700 người và chiếm 4,14%, người Tát Lạp có 122.600 người và chiếm 2,2%, người Mông Cổ có 97.500 người và chiếm 1,75%. Người Hán chiếm ưu thế hơn hẳn tại Tây Ninh, Đức Linh Cáp và Cách Nhĩ Mộc, và ở những nơi khác tại đông bắc của tỉnh. Người Hồi sống tập trung tại Tây Ninh, Hải Đông, Dân Hòa, Hóa Long, và Đại Thông. Người Thổ chiếm ưu thế ở Hỗ Trợ và người Tát Lạp chiếm ưu thế tại Tuần Hóa.
Cả người Hán và người Tạng bản địa tại Thanh Hải đều có điểm khác biệt so với đồng tộc của họ ở bên ngoài tỉnh; người Hán ở Thanh Hải nhiệt thành hơn với Phật giáo và chịu ảnh hưởng của phong tục Tạng, trong khi có nhiều người Tạng ở Thanh Hải không thể nói được tiếng Tạng và hòa nhập vào dòng chảy chính của văn hóa Trung Quốc. Người Tạng Thanh Hải tự nhìn nhận họ khác biệt với người Tạng tại khu tự trị Tây Tạng, và kỷ niệm nền độc lập không bị gián đoạn của khu vực này khỏi quyền kiểm soát từ Lhasa kể từ khi Thổ Phồn sụp đổ. Người Tạng sinh sống với mật độ thấp tại sáu châu tự trị của mình, ngoài ra họ cũng cư trú tại huyện Đại Thông của Tây Ninh cùng huyện Bình An của địa khu Hải Đông. Tại Thanh Hải, chỉ có một bộ phận người Tạng ở Ngọc Thụ sử dụng phương ngữ Kham, còn lại dùng phương ngữ Amdo. Chữ Tạng vẫn thông dụng trong cộng đồng người Tạng tại Thanh Hải. Người Tạng hầu hết đều tin theo Phật giáo Tạng truyền.

## Các đơn vị hành chính
Thanh Hải được chia thành 8 đơn vị hành chính cấp địa khu, gồm 2 thành phố (địa cấp thị) và 6 châu tự trị:
| Bản đồ          | #                                        | Tên           | Thủ phủ                                              | Chữ Hán Bính âm | Dân số (2010) | Diện tích (km²) | Mật độ (người/km²) |
| --------------- | ---------------------------------------- | ------------- | ---------------------------------------------------- | --------------- | ------------- | --------------- | ------------------ |
|                 |                                          |               |                                                      |                 |               |                 |                    |
| — Địa cấp thị — |                                          |               |                                                      |                 |               |                 |                    |
| 3               | Tây Ninh                                 | Thành Trung   | 西宁市 Xīníng Shì                                    | 2.208.708       | 7.665         | 288,2           |                    |
| 4               | Hải Đông                                 | Lạc Đô        | 海东市 Hǎidōng Shì                                   | 1.396.846       | 12.801        | 109,1           |                    |
| — Châu tự trị — |                                          |               |                                                      |                 |               |                 |                    |
| 1               | Hải Tây (của người Mông Cổ & người Tạng) | Đức Linh Cáp  | 海西蒙古族藏族自治州 Hǎixī Měnggǔzú Zàngzú Zìzhìzhōu | 489.338         | 325.785       | 1,5             |                    |
| 2               | Hải Bắc (của người Tạng)                 | Hải Yến       | 海北藏族自治州 Hǎiběi Zàngzú Zìzhìzhōu               | 273.304         | 39.354        | 4,4             |                    |
| 5               | Hải Nam (của người Tạng)                 | Cộng Hòa      | 海南藏族自治州 Hǎinán Zàngzú Zìzhìzhōu               | 441.689         | 45.895        | 9,6             |                    |
| 6               | Hoàng Nam (của người Tạng)               | Đồng Nhân     | 黄南藏族自治州 Huángnán Zàngzú Zìzhìzhōu             | 256.716         | 17.921        | 14,3            |                    |
| 7               | Ngọc Thụ (của người Tạng)                | Ngọc Thụ      | 玉树藏族自治州 Yùshù Zàngzú Zìzhìzhōu                | 378.439         | ~267.000      | ~1,4            |                    |
| 8               | Golog/Quả Lặc (của người Tạng)           | Maqên/Mã Thấm | 果洛藏族自治州 Guǒluò Zàngzú Zìzhìzhōu               | 181.682         | 76.312        | 2,4             |                    |

Các địa khu trên đây được chia tiếp thành 6 quận, 3 huyện cấp thị (thành phố cấp huyện), 27 huyện, và 7 huyện tự trị.

## Khoáng sản
Thanh Hải là một tỉnh có kinh tế dựa vào tài nguyên. Tính đến năm 2012, người ta đã phát hiện được 127 loại khoáng sản với 688 mỏ đơn khoáng và 91 mỏ đa khoáng. Trữ lượng khoáng sản tiềm năng của Thanh Hải có giá trị khoảng 17 nghìn tỉ NDT, chiếm 13,6% giá trị toàn Trung Quốc. Trong số các loại khoáng sản đã xác minh được trữ lượng, có 58 loại khoáng sản đứng trong 10 thứ hạng đầu của toàn Trung Quốc, các loại khoáng sản đứng ở vị trí đầu tiên là magiê, kali, lithi, stronti, amiăng, mirabilit, đá vôi dùng làm calci carbide, serpentinit dùng làm phân bón, quartzit dùng trong luyện kim, quartzit dùng làm thủy tinh.
Các hồ muối tại Thanh Hải chủ yếu tập trung tại Qaidam như ở Đại Sài Đán, khu vực Golmud cùng huyện Ô Lan và Lãnh Hồ. Bồn địa Qaidam có 27 hồ muối cỡ lớn và trung bình, hơn 60 điểm trầm tích, điểm khoáng, điểm khoáng hóa. Trong đó có 2 hồ có trữ lượng trên 10 tỉ tấn muối, 6 hồ có trữ lượng từ 1 tỉ đến 10 tỉ tấn muối và nhiều hồ nằm rải rác có trữ lượng hàng nghìn tấn muối. Các hồ muối và mỏ muối lớn gồm: hồ muối Sát Nhĩ Hãn (Qarhan), mỏ muối Đại Lãng Than, hồ muối Tiểu Sài Đán, mỏ muối Nhất Lý Bình, hồ muối Đông Thai Cát Nãi Nhĩ, hồ muối Tây Thai Cát Nãi Nhĩ. Ngoài ra thì trong các hồ muối và mỏ muối tại Thanh Hải, còn có nhiều loại khoáng sản khác như natri, kali, magnesi, lithi... Trữ lượng muối quặng của Thanh Hải là 331,7 tỉ tấn, chiếm 25,71% trữ lượng của cả nước, còn magnesi có trữ lượng 5,9 tỉ tấn và chiếm tới 96,69% trữ lượng của Trung Quốc.

## Kinh tế

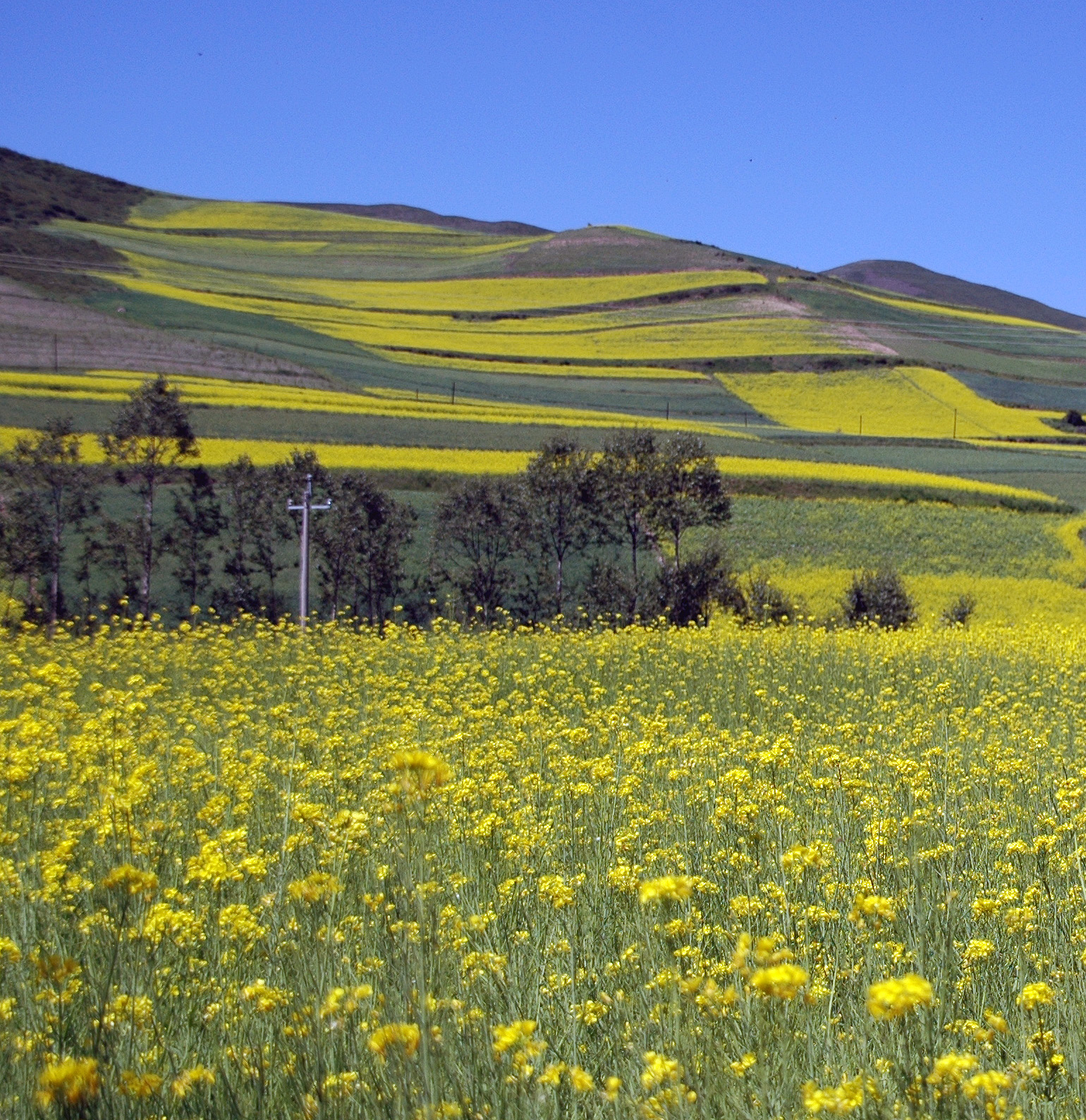
Cánh đồng cải dầu tại Thanh Hải

Thanh Hải có nhiều diện tích núi đá, sông băng, núi tuyết, sa mạc, đầm lầy nước mặn không thích hợp cho phát triển nông nghiệp. Diện tích đất nông, lâm, mục, ngư nghiệp chiếm 52% tổng diện tích của Thanh Hải. Trong đó, diện tích đất canh tác là 542.000 ha và chiếm 0,76%, đất đồng cỏ có diện tích 40,34 triệu ha và chiếm 55,9%, đất rừng có diện tích 2,66 triệu ha và chiếm 3,7%. Trong diện tích đất canh tác của Thanh Hải, có trên 73% nằm ở khu vực nông nghiệp phía đông. Cũng trong diện tích đất canh tác, diện tích được tưới tiêu chiếm 32,6%. Trong số diện tích đồng cỏ của Thanh Hải, có thể tận dụng 331,61 triệu ha cho chăn nuôi. Năm 2009, số đầu gia súc của Thanh Hải là 19,78 triệu. Các loại gia súc chủ yếu của Thanh Hải là cừu Tây Tạng, cừu Mông Cổ, cừu Kazakh, dê, bò Tây Tạng, bò nhà, ngựa Đại Thông, ngựa Hà Khúc, ngựa Sài Đạt Mộc, ngựa Ngọc Thụ, lừa, lạc đà, và lợn. Các nông sản chủ yếu của Thanh Hải là lúa mì, lúa mạch cao nguyên, đại mạch, ngô, kiều mạch, yến mạch, cải dầu, đậu răng ngựa, đậu Hà Lan, đậu ván, đậu hương, khoai tây, vừng, hồng hoa, củ cải ngọt. Các loại quả chủ yếu của Thanh Hải bao gồm táo "tam hồng", lê, mơ tây, đào, táo tây dại, óc chó, dâu tây, dưa hấu, nho, sơn tra.
Bốn trụ cột của ngành công nghiệp Thanh Hải là khai thác dầu khí, điện lực, công nghiệp kim loại màu và công nghiệp diêm hóa. Các ngành công nghiệp nặng trên địa bàn tỉnh gồm có sản xuất gang và thép nằm gần thủ phủ Tây Ninh. Ngành khai thác dầu khí tập trung tại bồn địa Qaidam. Ngành khai thác muối tồn tại trên nhiều hồ muối lớn nhỏ của tỉnh. Ngoài khu vực Tây Ninh, hầu hết Thanh Hải vẫn kém phát triển.

## Du lịch
Trong năm 2011, tỉnh Thanh Hải đã đón tiếp hơn 14 triệu lượt du khách trong và ngoài nước, trong đó có 41.100 du khách ngoại quốc nhập cảnh. Cảnh quan du lịch thiên nhiên Thanh Hải mang đặc trưng của vùng cao nguyên Thanh-Tạng. Cùng với đó là các quần thể mộ cổ, chùa miếu cổ, hình khắc trên đá, thành cổ. Người Hán, Tạng, Hồi, Mông Cổ và Tát Lạp ở Thanh Hải có một lịch sử lâu dài và còn lưu giữ được truyền thống văn hóa độc đáo, phong phú. Thanh Hải là nơi bắt nguồn hai con sông quan trọng nhất của Trung Quốc là Trường Giang và Hoàng Hà, có hồ lớn nhất Trung Quốc là hồ Thanh Hải, có Côn Lôn Sơn, chùa Tháp Nhĩ. Ngoài ra, Thanh Hải còn có các tài nguyên du lịch đặc sắc khác như Đường Phồn cổ đạo (唐蕃古道), Nhật Nguyệt Sơn, khu rừng Mạnh Đạt, khu mộ Liễu Loan, chùa Cù Đàn, thành Nguyên Tử, di chỉ Mã Trường Viên.

## Giao thông

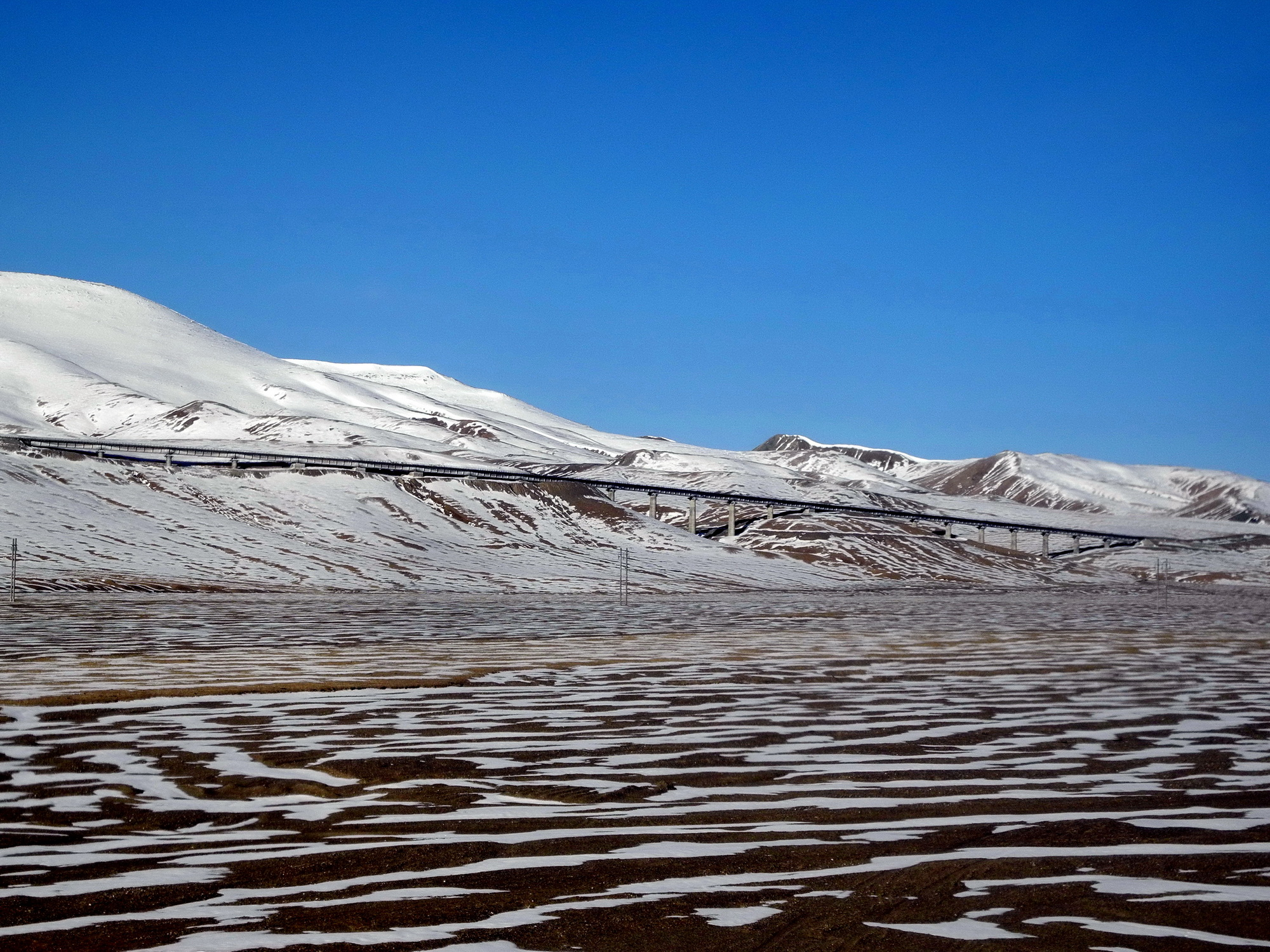
Đoạn Golmud của tuyến đường sắt Thanh-Tạng

Tỉnh Thanh Hải có liên kết đường sắt, đường bộ và đường hàng không trong và ngoài tỉnh. Tính đến năm 2012, tổng lý trình đường sắt kinh doanh của Thanh Hải là 1.651 km, với chuyến tàu nhanh thông đến các thành phố cỡ trung và cỡ lớn như Bắc Kinh, Thượng Hải, Thành Đô, Tây An, Lhasa và Golmud. Tuyến đường sắt Thanh-Tạng kéo dài từ Golmud của Thanh Hải đến thủ phủ Lhasa của khu tự trị Tây Tạng có tổng chiều dài 1118 km, đây là một tuyến đường sắt cao nguyên có cao độ lớn nhất và dài nhất thế giới. Tuyến đường sắt Lan-Thanh nối từ Lan Châu đến Tây Ninh là tuyến giao thông chính để đi và đến Thanh Hải, tuyến đường này hoàn thành từ năm 1959. Đường sắt Đôn-Cách (敦格铁路) nối từ Golmud đến Đôn Hoàng ở phía tây Cam Túc đã được bắt đầu xây dựng từ tháng 10 năm 2012. Tổng lý trình đã thông xe của hệ thống công lộ Thanh Hải là 60.100 km, trong đó có 217 km công lộ cao tốc. Thanh Hải có 5 tuyến quốc lộ, 23 tuyến tỉnh lộ, mạng lưới công lộ lấy Tây Ninh làm trung tâm. Năm 2012, toàn tỉnh Thanh Hải có 269.000 ô tô dân dụng. Các sân bay tại Thanh Hải có các chuyến bay đến Bắc Kinh, Tây An, Quảng Châu, Trùng Khánh, Thâm Quyến, Lhasa, Nam Kinh, Thẩm Dương, Hohhot, Thanh Đảo, Golmud, Thành Đô, Vũ Hán, Thượng Hải, Hàng Châu, Urumqi. Thanh Hải có sân bay Tào Gia Bảo Tây Ninh, sân bay Golmud, sân bay Ba Đường Ngọc Thụ cùng với các sân bay đang xây dựng như sân bay Đức Linh Cáp, sân bay Quả Lặc, sân bay Hoa Thổ Câu.

## Các trường đại học
- Đại học Thanh Hải (青海大学), thành lập năm 1958
- Đại học Sư phạm Thanh Hải (青海师范大学), thành lập năm 1956
- Đại học Dân tộc Thanh Hải (青海民族大学), thành lập năm 1949